# Droit romano-civiliste
« Droit civil (système juridique) » redirige ici. Ne pas confondre avec Droit civil, la branche du droit

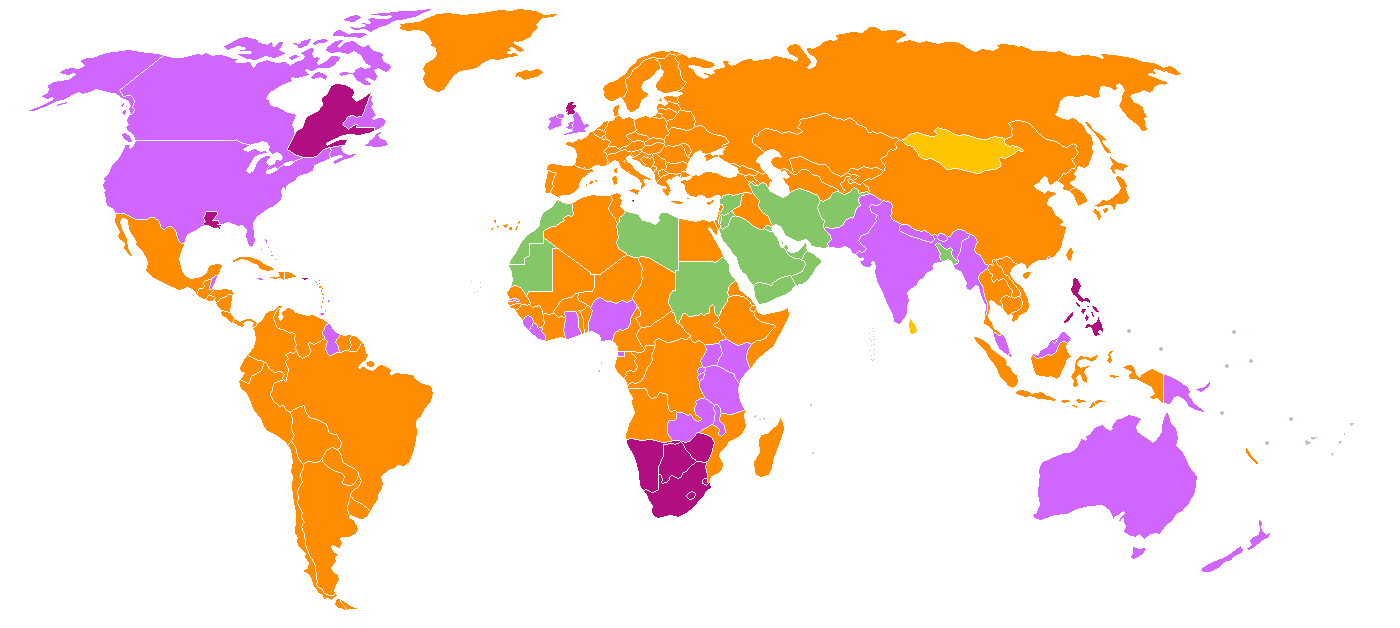
Systèmes juridiques dans le monde.
Common law
Droit romano-civiliste
Droit coutumier
Droit musulman
Bijuridisme (droit romano-civiliste et common law)

Le droit romano-civiliste, appelé aussi droit romano-germanique (ou droit civil, uniquement au Québec) ou encore droit continental, est un système juridique, qui trouve son origine dans le droit romain, en vigueur dans les États qui admettent que le droit écrit issu de l'expression législative constitue la principale source du droit. Il est souvent opposé au système de common law, dont le cadre intellectuel provient historiquement de la jurisprudence non codifiée créée par les juges, et qui donne une autorité de précédent aux décisions judiciaires antérieures.

## Histoire
Le droit romano-civiliste puise son inspiration du droit romain, du Code de Théodose (promulgué au Ve siècle à Constantinople) qui après la chute de l'Empire romain d'Occident, fut diffusé au travers un résumé célèbre, le Bréviaire d'Alaric, qui ne subsista lui-même que sous la forme de résumés de plus en plus succincts, mais surtout du Code de Justinien, le Corpus juris civilis (publié au VIe siècle après J-C), et du droit canonique. Les doctrines du Code de Justinien ont fourni un modèle détaillé pour les contrats, les règles de procédure, le droit de la famille, les testaments et un système monarchique fort. Le droit romain a été reçu différemment selon les pays. Dans certains, il est entré en vigueur en gros par acte législatif, c'est-à-dire qu'il est devenu droit positif, alors que dans d'autres, il a été diffusé dans la société par des experts juridiques et des universitaires de plus en plus influents.
Le droit romain a continué sans interruption dans l'Empire byzantin jusqu'à sa chute définitive au XVe siècle. Il est demeuré présent en Europe en tant que source de droit secondaire qui n'était appliquée que lorsque les coutumes et les lois locales faisaient défaut sur un certain sujet. Cependant, ce n'est qu'à la fin du XIe siècle que le Code de Justinien fut redécouvert à l'université de Bologne, en Italie. De cette redécouverte s'engagea la renaissance du droit romain : le travail des glossateurs et des commentateurs civils a conduit au développement d'un corpus de droit commun et d'écrits sur le droit, un langage juridique commun et une méthode commune d'enseignement et d'érudition, appelés droit commun, qui a consolidé le droit canon et le droit romain, et dans une certaine mesure, le droit féodal.

## Description
Les pays qui ont adopté ce système juridique codifient l'ensemble de ses lois issues de l'expression législative de manière référentielle dans des codes juridiques.
Il existe plusieurs familles de droit romano-civilistes :
- droit napoléonien : France, Belgique, Italie, Pays-Bas, Chili, Macao, etc.
- droit austro-allemand : Allemagne, Suisse, Russie, Turquie, Japon, etc.
- droit scandinave : Danemark, Finlande, Islande, Norvège, et Suède.